# Тина Трстењак
Тина Трстењак (словен. Tina Trstenjak; Цеље, 24. август 1990) словеначка је џудисткиња. 
На Светском првенству 2015. године у Астани освојила је златну медаљу у категорији до 63 кг. Ово је била прва златна медаља за словеначки џудо на Светским првенствима. Годину дана раније у Чељабинску освојила је бронзу, а 2013. у Рио де Жанеиру била је пета. На Европским играма у Бакуу 2015. окитила се сребрном медаљом. На Европском првенству 2013. у Будимпешти освојила је бронзану медаљу, 2014. Монпељеу 2014. сребро, а у Казану 2016. окитила се златом. Олимпијска победница постала је 2016. у Рио де Жанеиру и тако је постала друга олимпијска победница у џудоу из Словније након Уршке Жолнир којој је то пошло за руком четири године раније у Лондону.